# 黑翅野蝗
黑翅野蝗（学名：Fer nigripennis）一种于中国湖南省郴州市莽山地区发现的蝗虫，隶属于剑角蝗科稻蝗亚科野蝗属。